# Primera B 2014 (Colombia)
La Temporada 2014 de la Primera B fue la vigésimo quinta (25a.) edición del torneo de la segunda división del fútbol profesional colombiano.

## Sistema de juego
Para el campeonato de la Categoría Primera B se jugarán dos torneos de sistema de juego igual al que se juega en la Categoría Primera A. Sin embargo, los ganadores de los dos torneos, al final de año jugarán una serie definitoria —también denominada «Final del año» o «Gran final» en la cual se juegan dos partidos de ida y vuelta para definir el campeón de la temporada de la Primera B. 
El ganador de dicha serie, ascenderá directamente a la Categoría Primera A en el 2015, mientras tanto, el perdedor de la «Gran final» jugará la serie de promoción, con el penúltimo(17°) ubicado en la tabla del descenso de la Primera División.
Durante los torneos Apertura y Finalización jugarán los equipos 18 jornadas todos contra todos. Los ocho primeros clasificados avanzarán a la siguiente instancia. En el Apertura se jugarán eliminatorias de eliminación directa donde los cuatro primeros equipos enfrentarán en sorteo a los clasificados del puesto 5° al 8°. En el Finalización se jugarán los cuadrangulares semifinales que se determinan mediante un sorteo, siendo sembrados los dos primeros para los grupos A y B, y los seis equipos restantes a través del sorteo. Los ganadores de cada grupo avanzarán a la final del torneo; el ganador clasificará a la «Final del año».
En caso de que el campeón de los dos torneos, Apertura y Finalización, sea un mismo equipo, este ganará el ascenso directo a la Categoría Primera A y, el equipo que esté mejor ubicado en la tabla de reclasificación de la Primera B —exceptuando al campeón— será el encargado de jugar la serie de promoción con un club de la Categoría Primera A.
A Finales de la temporada 2014 ascendió a la Primera División  directamente el "campeón de la Primera B 2014 que fue el equipo Jaguares" y descendió directamente Fortaleza al ser último de la tabla del descenso y la Serie de Promoción la jugaron el penúltimo de la tabla del descenso de la Primera A el Uniautónoma F.C y Deportes Quindió el subcampeón de la Primera B 2014 ,al final el equipo de la Primera División salvo la Categoría.Luego se decidió en la Dimayor ampliar el número de equipos en la Categoría Primera A para la temporada 2015 pasar de 18 a 20 equipos, en el mes de enero de 2015 se realizó unos cuadrangulares de Ascenso divididos en dos grupos del Grupo "A"(Ascendió y Regreso el equipo Cúcuta Deportivo a la Primera División después de su tercer descenso en la temporada 2013) y por el Grupo "B"(Ascendió y Regreso el equipo Cortuluá a la Primera División después de su segundo descenso en la temporada 2010).

## Datos de los clubes

### Relevo anual de clubes
| Ascendidos a la Primera A                                |
| -------------------------------------------------------- |
| Uniautónoma (Campeón de la Primera B 2013)               |
| Fortaleza F. C. (Ganador de la serie de promoción 2013.) |

| Descendidos a la Primera B                                 |
| ---------------------------------------------------------- |
| Deportes Quindío (Peor promedio acumulado en la Primera A) |
| Cúcuta Deportivo (Perdedor de la serie de promoción 2013.) |

### Equipos participantes
Deportivo Rionegro a finales del año 2013 y comienzos del año 2014 ya se sabía que se iría a otro municipio del Departamento de Antioquía y cambiaria de nombre a Leones sin embargo esta temporada jugó sus partidos de local en Turbo y  tuvo el nombre de Deportivo Rionegro que tuvo desde 1991 a 2013.
- Actualizado el 22 de diciembre de 2013

| Equipo               | Entrenador            | Departamento       | Ciudad        | Estadio                   | Aforo  |
| -------------------- | --------------------- | ------------------ | ------------- | ------------------------- | ------ |
| América de Cali      | Jhon Jairo López      | Valle del Cauca    | Cali          | Pascual Guerrero          | 35.405 |
| Atlético Bucaramanga | Bernardo Redín        | Santander          | Bucaramanga   | Alfonso López             | 16.000 |
| Barranquilla F. C.   | Arturo Reyes          | Atlántico          | Barranquilla  | Romelio Martínez          | 20.000 |
| Bogotá F. C.         | Germán Morales        | Bogotá, D. C.      | Bogotá        | Metropolitano de Techo    | 7.800  |
| Cortuluá             | Néstor Rodríguez      | Valle del Cauca    | Tuluá         | Doce de Octubre           | 16.000 |
| Cúcuta Deportivo     | Héctor Estrada        | Norte de Santander | Cúcuta        | General Santander         | 46.500 |
| Depor F. C.          | Víctor Sicachá        | Valle del Cauca    | Cali          | Olímpico Pascual Guerrero | 35.405 |
| Deportes Quindío     | Miguel Augusto Prince | Quindío            | Armenia       | Centenario                | 30.000 |
| Deportivo Pereira    | Jose Fernando Santa   | Risaralda          | Pereira       | Hernán Ramírez Villegas   | 30.297 |
| Deportivo Rionegro   | Álvaro Hernández      | Antioquia          | Bello         | Tulio Ospina              | 12.000 |
| Expreso Rojo         | John Jairo Bodmer     | Cundinamarca       | Girardot      | Luis Antonio Duque Peña   | 15.000 |
| Jaguares             | Héctor Estrada Cano   | Córdoba            | Montería      | Municipal de Montería     | 8.000  |
| Llaneros             | Hubert Bodhert        | Meta               | Villavicencio | Manuel Calle Lombana      | 15.000 |
| Real Cartagena       | José Domínguez        | Bolívar            | Cartagena     | Jaime Morón León          | 16.068 |
| Real Santander       | Víctor Hugo González  | Santander          | Bucaramanga   | Álvaro Gómez Hurtado      | 12.000 |
| Unión Magdalena      | Fernando Velasco      | Magdalena          | Ciénaga       | Luis Tete Samper          | 5.789  |
| Universitario        | César Torres          | Cauca              | Popayán       | Ciro López                | 5.000  |
| Valledupar F. C.     | Hugo Arrieta          | Cesar              | Valledupar    | Armando Maestre Pavajeau  | 10.000 |

### Cambio de entrenadores
Pretemporada
| Club             | Entrenador saliente | Fecha de salida         | Reemplazado por       | Fecha de llegada        |
| ---------------- | ------------------- | ----------------------- | --------------------- | ----------------------- |
| Unión Magdalena  | Waldir Manga (E)    | 4 de noviembre de 2013  | Fernando Velasco      | 30 de noviembre de 2013 |
| Llaneros         | Alberto Rujana      | 22 de octubre de 2013   | Hubert Bodhert        | 20 de diciembre de 2013 |
| América de Cali  | Diego Edison Umaña  | 30 de noviembre de 2013 | Jhon Jairo López      | 4 de diciembre de 2013  |
| Deportes Quindío | César Torres (E)    | 30 de noviembre de 2013 | Miguel Augusto Prince | 30 de noviembre de 2013 |
| Universitario    | Jhon Jairo López    | 1 de diciembre de 2013  | César Torres          | 1 de diciembre de 2013  |
| Real Cartagena   | José Fernando Santa | 17 de diciembre de 2013 | José Domínguez        | 19 de diciembre de 2013 |

Temporada
| Club            | Entrenador saliente | Fecha de salida       | Reemplazado por     | Fecha de llegada      |
| --------------- | ------------------- | --------------------- | ------------------- | --------------------- |
| América de Cali | Jhon Jairo López    | 21 de octubre de 2014 | Salvador Suay (E)   | 22 de octubre de 2014 |
| América de Cali | Salvador Suay (E)   | 28 de octubre de 2014 | Luis Augusto García | 28 de octubre de 2014 |

## Torneo Apertura

### Todos contra todos
En la primera fase del Torneo Apertura, se jugarán partidos con el sistema de todos contra todos, teniendo en cuenta que cada equipo repetirá rival en la Fecha 9, debido a que esta es la fecha de los clásicos regionales. Así, esta fase del torneo sumará 18 fechas jugadas y como resultado darás a los ocho equipos, con más puntaje, que clasificarán a la siguiente fase.

#### Clasificación
| Pos. | Equipos              | PJ | PG | PE | PP | GF | GC | Dif. | Pts. |
| ---- | -------------------- | -- | -- | -- | -- | -- | -- | ---- | ---- |
| 1.   | Atlético Bucaramanga | 18 | 10 | 4  | 4  | 22 | 12 | 10   | 34   |
| 2.   | Llaneros             | 18 | 9  | 6  | 3  | 23 | 15 | 8    | 33   |
| 3.   | América de Cali      | 18 | 9  | 5  | 4  | 24 | 15 | 9    | 32   |
| 4.   | Jaguares             | 18 | 9  | 4  | 5  | 26 | 20 | 6    | 31   |
| 5.   | Deportes Quindío     | 18 | 8  | 6  | 4  | 23 | 13 | 10   | 30   |
| 6.   | Cúcuta Deportivo     | 18 | 9  | 3  | 6  | 20 | 18 | 2    | 30   |
| 7.   | Deportivo Rionegro   | 18 | 9  | 2  | 7  | 30 | 25 | 5    | 29   |
| 8.   | Unión Magdalena      | 18 | 8  | 4  | 6  | 21 | 22 | -1   | 28   |
| 9.   | Valledupar F. C.     | 18 | 8  | 3  | 7  | 29 | 18 | 11   | 27   |
| 10.  | Real Cartagena       | 18 | 7  | 6  | 5  | 24 | 17 | 7    | 27   |
| 11.  | Universitario        | 18 | 8  | 2  | 8  | 25 | 25 | 0    | 26   |
| 12.  | Barranquilla F. C.   | 18 | 5  | 7  | 6  | 18 | 22 | -4   | 22   |
| 13.  | Real Santander       | 18 | 6  | 4  | 8  | 21 | 28 | -7   | 22   |
| 14.  | Cortuluá             | 18 | 4  | 7  | 7  | 21 | 26 | -5   | 19   |
| 15.  | Bogotá F. C.         | 18 | 4  | 5  | 9  | 15 | 27 | -12  | 17   |
| 16.  | Expreso Rojo         | 18 | 3  | 5  | 10 | 17 | 28 | -11  | 14   |
| 17.  | Deportivo Pereira    | 18 | 3  | 4  | 11 | 18 | 33 | -15  | 13   |
| 18.  | Depor F. C.          | 18 | 3  | 3  | 12 | 17 | 30 | -13  | 12   |

Fuente: Web del Torneo Postobón.
|  |                                   |
|  | Clasificados a la siguiente fase. |
|  | Eliminados.                       |

##### Evolución de la clasificación
| Equipo               | Jornada | Jornada | Jornada | Jornada | Jornada | Jornada | Jornada | Jornada | Jornada | Jornada | Jornada | Jornada | Jornada | Jornada | Jornada | Jornada | Jornada | Jornada |
| Equipo               | 1       | 2       | 3       | 4       | 5       | 6       | 7       | 8       | 9       | 10      | 11      | 12      | 13      | 14      | 15      | 16      | 17      | 18      |
| -------------------- | ------- | ------- | ------- | ------- | ------- | ------- | ------- | ------- | ------- | ------- | ------- | ------- | ------- | ------- | ------- | ------- | ------- | ------- |
| Atlético Bucaramanga | 13      | 12      | 11      | 10      | 5       | 1       | 3       | 1       | 1       | 2       | 1       | 1       | 1       | 1       | 1       | 1       | 1       | 1       |
| Llaneros             | 5       | 8       | 4       | 9       | 4       | 7       | 5       | 7       | 6       | 5       | 5       | 3       | 3       | 3       | 4       | 3       | 3       | 2       |
| América de Cali      | 6       | 3       | 2       | 1       | 1       | 2       | 4       | 3       | 3       | 1       | 2       | 2       | 2       | 2       | 2       | 2       | 2       | 3       |
| Jaguares             | 7       | 2       | 5       | 2       | 3       | 5       | 2       | 2       | 2       | 3       | 4       | 6       | 5       | 5       | 5       | 8       | 6       | 4       |
| Deportes Quindío     | 1       | 4       | 9       | 7       | 7       | 8       | 11      | 8       | 8       | 6       | 9       | 4       | 8       | 7       | 8       | 6       | 8       | 5       |
| Cúcuta Deportivo     | 17      | 17      | 15      | 16      | 15      | 13      | 9       | 5       | 4       | 8       | 3       | 5       | 4       | 4       | 3       | 4       | 5       | 6       |
| Deportivo Rionegro   | 12      | 16      | 12      | 14      | 11      | 14      | 10      | 13      | 13      | 11      | 8       | 9       | 7       | 6       | 7       | 7       | 4       | 7       |
| Unión Magdalena      | 2       | 1       | 1       | 3       | 6       | 4       | 1       | 4       | 5       | 4       | 7       | 7       | 6       | 8       | 6       | 5       | 7       | 8       |
| Valledupar F. C.     | 9       | 6       | 10      | 5       | 9       | 10      | 8       | 10      | 7       | 9       | 13      | 13      | 13      | 11      | 9       | 10      | 9       | 9       |
| Real Cartagena       | 4       | 5       | 3       | 8       | 8       | 6       | 7       | 9       | 10      | 7       | 10      | 10      | 10      | 9       | 10      | 9       | 10      | 10      |
| Universitario        | 11      | 9       | 8       | 6       | 10      | 11      | 15      | 11      | 9       | 10      | 6       | 11      | 11      | 10      | 11      | 11      | 11      | 11      |
| Barranquilla F. C.   | 10      | 11      | 7       | 11      | 13      | 9       | 13      | 14      | 14      | 15      | 15      | 14      | 14      | 14      | 13      | 14      | 12      | 12      |
| Real Santander       | 16      | 14      | 16      | 18      | 16      | 17      | 14      | 15      | 15      | 13      | 12      | 8       | 9       | 12      | 14      | 13      | 14      | 13      |
| Cortuluá             | 3       | 7       | 6       | 4       | 2       | 3       | 6       | 6       | 11      | 12      | 11      | 12      | 12      | 13      | 12      | 12      | 13      | 14      |
| Bogotá F. C.         | 8       | 10      | 13      | 13      | 12      | 15      | 12      | 12      | 12      | 14      | 14      | 15      | 15      | 15      | 15      | 15      | 15      | 15      |
| Expreso Rojo         | 14      | 15      | 18      | 15      | 17      | 18      | 18      | 18      | 18      | 18      | 18      | 17      | 17      | 17      | 16      | 16      | 16      | 16      |
| Deportivo Pereira    | 18      | 18      | 17      | 17      | 18      | 16      | 17      | 17      | 17      | 17      | 17      | 18      | 18      | 18      | 18      | 18      | 18      | 17      |
| Depor F. C.          | 15      | 13      | 14      | 12      | 14      | 12      | 16      | 16      | 16      | 16      | 16      | 16      | 16      | 16      | 17      | 17      | 17      | 18      |

#### Resultados
- La hora de cada encuentro corresponde al huso horario que rige a Colombia (UTC-5)

Nota: Los horarios y partidos de televisión se definen la semana previa a cada jornada. El canal Win Sports es el medio de difusión por televisión autorizado por la Dimayor para la transmisión por cable de dos partidos por fecha.
| Bogotá F. C.         | 1 : 0 | Expreso Rojo     | Metropolitano de Techo         | 25 de enero | 15:00 | Sin transmisión |
| Deportivo Rionegro   | 1 : 2 | Llaneros         | Tulio Ospina                   | 25 de enero | 15:00 | Sin transmisión |
| Cortuluá             | 3 : 1 | Depor F. C.      | Doce de Octubre                | 25 de enero | 20:00 | Sin transmisión |
| Barranquilla F. C.   | 1 : 1 | Valledupar F. C. | Metropolitano Roberto Meléndez | 26 de enero | 15:00 | Sin transmisión |
| Atlético Bucaramanga | 0 : 1 | Jaguares         | Alfonso López                  | 26 de enero | 15:00 | Sin transmisión |
| Real Cartagena       | 3 : 1 | Real Santander   | Olímpico Jaime Morón León      | 26 de enero | 15:30 | Sin transmisión |
| América de Cali      | 2 : 1 | Universitario    | Olímpico Pascual Guerrero      | 26 de enero | 15:30 | Sin transmisión |
| Unión Magdalena      | 3 : 1 | Cúcuta Deportivo | Metropolitano Roberto Meléndez | 27 de enero | 19:45 | Win Sports      |
| Deportivo Pereira    | 0 : 3 | Deportes Quindío | Hernán Ramírez Villegas        | 28 de enero | 20:00 | Win Sports      |

| Depor F. C.      | 1 : 1 | Barranquilla F. C.   | Olímpico Pascual Guerrero | 1 de febrero | 15:00 | Sin transmisión |
| Valledupar F. C. | 3 : 1 | Deportivo Rionegro   | Armando Maestre Pavajeau  | 1 de febrero | 15:30 | Sin transmisión |
| Universitario    | 3 : 0 | Deportivo Pereira    | Ciro López                | 2 de febrero | 11:30 | Sin transmisión |
| Jaguares         | 2 : 0 | Bogotá F. C.         | Municipal de Montería     | 2 de febrero | 15:00 | Sin transmisión |
| Real Santander   | 1 : 1 | Atlético Bucaramanga | Álvaro Gómez Hurtado      | 2 de febrero | 15:00 | Sin transmisión |
| Llaneros         | 2 : 2 | Real Cartagena       | Manuel Calle Lombana      | 2 de febrero | 15:00 | Sin transmisión |
| Expreso Rojo     | 0 : 1 | Unión Magdalena      | Club La Fortaleza         | 2 de febrero | 15:00 | Sin transmisión |
| Deportes Quindío | 1 : 1 | Cortuluá             | Centenario de Armenia     | 3 de febrero | 18:00 | Win Sports      |
| Cúcuta Deportivo | 0 : 1 | América de Cali      | General Santander         | 3 de febrero | 20:00 | Win Sports      |

| Real Santander     | 0 : 1 | Llaneros             | Álvaro Gómez Hurtado           | 5 de febrero | 15:00 | Sin transmisión |
| Deportivo Rionegro | 2 : 1 | Depor F. C.          | Tulio Ospina                   | 5 de febrero | 15:00 | Sin transmisión |
| Unión Magdalena    | 2 : 1 | Jaguares             | Municipal de Carmen de Bolívar | 5 de febrero | 15:30 | Sin transmisión |
| Real Cartagena     | 1 : 0 | Valledupar F. C.     | Olímpico Jaime Morón León      | 5 de febrero | 19:30 | Sin transmisión |
| Bogotá F. C.       | 0 : 1 | Atlético Bucaramanga | Metropolitano de Techo         | 6 de febrero | 15:00 | Sin transmisión |
| Barranquilla F. C. | 2 : 0 | Deportes Quindío     | Metropolitano Roberto Meléndez | 6 de febrero | 17:30 | Sin transmisión |
| América de Cali    | 3 : 1 | Expreso Rojo         | Olímpico Pascual Guerrero      | 6 de febrero | 19:30 | Sin transmisión |
| Deportivo Pereira  | 1 : 1 | Cúcuta Deportivo     | Hernán Ramírez Villegas        | 6 de febrero | 19:30 | Sin transmisión |
| Cortuluá           | 1 : 1 | Universitario        | Doce de Octubre                | 6 de febrero | 20:00 | Sin transmisión |

| Valledupar F. C.     | 5 : 0 | Real Santander     | Armando Maestre Pavajeau  | 8 de febrero  | 15:30 | Sin transmisión |
| Universitario        | 3 : 0 | Barranquilla F. C. | Ciro López                | 9 de febrero  | 11:30 | Sin transmisión |
| Jaguares             | 2 : 1 | América de Cali    | Municipal de Montería     | 9 de febrero  | 15:00 | Sin transmisión |
| Expreso Rojo         | 1 : 0 | Deportivo Pereira  | Luis Antonio Duque        | 9 de febrero  | 15:00 | Sin transmisión |
| Atlético Bucaramanga | 1 : 0 | Llaneros           | Alfonso López             | 9 de febrero  | 15:00 | Sin transmisión |
| Depor F. C.          | 2 : 0 | Real Cartagena     | Olímpico Pascual Guerrero | 9 de febrero  | 15:30 | Sin transmisión |
| Deportes Quindío     | 1 : 0 | Deportivo Rionegro | Centenario de Armenia     | 9 de febrero  | 15:30 | Sin transmisión |
| Bogotá F. C.         | 4 : 2 | Unión Magdalena    | Metropolitano de Techo    | 11 de febrero | 18:00 | Win Sports      |
| Cúcuta Deportivo     | 0 : 1 | Cortuluá           | General Santander         | 11 de febrero | 20:00 | Win Sports      |

| Deportivo Rionegro | 5 : 0 | Universitario        | Tulio Ospina              | 15 de febrero | 15:00 | Sin transmisión |
| Real Santander     | 2 : 0 | Depor F. C.          | Álvaro Gómez Hurtado      | 15 de febrero | 15:30 | Sin transmisión |
| Cortuluá           | 2 : 1 | Expreso Rojo         | Doce de Octubre           | 15 de febrero | 20:00 | Sin transmisión |
| Unión Magdalena    | 0 : 1 | Atlético Bucaramanga | Julia Turbay              | 16 de febrero | 15:00 | Sin transmisión |
| Barranquilla F. C. | 1 : 2 | Cúcuta Deportivo     | Romelio Martínez          | 16 de febrero | 15:00 | Sin transmisión |
| Llaneros           | 1 : 0 | Valledupar F. C.     | Manuel Calle Lombana      | 16 de febrero | 15:00 | Sin transmisión |
| Real Cartagena     | 0 : 0 | Deportes Quindío     | Olímpico Jaime Morón León | 16 de febrero | 15:30 | Sin transmisión |
| Deportivo Pereira  | 1 : 1 | Jaguares             | Hernán Ramírez Villegas   | 17 de febrero | 18:00 | Win Sports      |
| América de Cali    | 5 : 0 | Bogotá F. C.         | Olímpico Pascual Guerrero | 17 de febrero | 20:00 | Win Sports      |

| Universitario        | 1 : 2 | Real Cartagena     | Ciro López                     | 23 de febrero | 11:30 | Sin transmisión |
| Atlético Bucaramanga | 3 : 1 | Valledupar F. C.   | Alfonso López                  | 23 de febrero | 15:00 | Sin transmisión |
| Expreso Rojo         | 0 : 1 | Barranquilla F. C. | Luis Antonio Duque             | 23 de febrero | 15:00 | Sin transmisión |
| Jaguares             | 0 : 0 | Cortuluá           | Municipal de Montería          | 23 de febrero | 15:00 | Sin transmisión |
| Bogotá F. C.         | 1 : 2 | Deportivo Pereira  | Metropolitano de Techo         | 23 de febrero | 15:00 | Sin transmisión |
| Deportes Quindío     | 0 : 0 | Real Santander     | Centenario de Armenia          | 23 de febrero | 15:30 | Sin transmisión |
| Cúcuta Deportivo     | 2 : 1 | Deportivo Rionegro | General Santander              | 23 de febrero | 15:30 | Sin transmisión |
| Depor F. C.          | 2 : 0 | Llaneros           | Olímpico Pascual Guerrero      | 24 de febrero | 18:00 | Win Sports      |
| Unión Magdalena      | 1 : 0 | América de Cali    | Metropolitano Roberto Meléndez | 24 de febrero | 20:00 | Win Sports      |

| Deportivo Rionegro | 2 : 1 | Expreso Rojo         | Tulio Ospina                   | 1 de marzo | 15:00 | Sin transmisión |
| Real Santander     | 3 : 1 | Universitario        | Álvaro Gómez Hurtado           | 1 de marzo | 15:00 | Sin transmisión |
| Valledupar F. C.   | 2 : 0 | Depor F. C.          | Armando Maestre Pavajeau       | 1 de marzo | 15:30 | Sin transmisión |
| Cortuluá           | 1 : 3 | Bogotá F. C.         | Doce de Octubre                | 1 de marzo | 20:00 | Sin transmisión |
| Llaneros           | 1 : 0 | Deportes Quindío     | Manuel Calle Lombana           | 2 de marzo | 15:00 | Sin transmisión |
| Deportivo Pereira  | 1 : 2 | Unión Magdalena      | Hernán Ramírez Villegas        | 2 de marzo | 15:30 | Sin transmisión |
| Real Cartagena     | 1 : 3 | Cúcuta Deportivo     | Olímpico Jaime Morón León      | 3 de marzo | 18:00 | Win Sports      |
| América de Cali    | 0 : 0 | Atlético Bucaramanga | Olímpico Pascual Guerrero      | 3 de marzo | 20:00 | Win Sports      |
| Barranquilla F. C. | 0 : 2 | Jaguares             | Metropolitano Roberto Meléndez | 6 de marzo | 15:00 | Sin transmisión |

| Universitario        | 1 : 0 | Llaneros           | Ciro López                | 12 de marzo | 11:30 | Sin transmisión |
| Atlético Bucaramanga | 4 : 0 | Depor F. C.        | Alfonso López             | 12 de marzo | 15:00 | Sin transmisión |
| Expreso Rojo         | 1 : 1 | Real Cartagena     | Luis Antonio Duque        | 12 de marzo | 15:00 | Sin transmisión |
| Jaguares             | 4 : 2 | Deportivo Rionegro | Municipal de Montería     | 12 de marzo | 15:00 | Sin transmisión |
| Unión Magdalena      | 1 : 1 | Cortuluá           | Julia Turbay              | 12 de marzo | 15:00 | Sin transmisión |
| Deportes Quindío     | 1 : 0 | Valledupar F. C.   | Centenario de Armenia     | 12 de marzo | 15:00 | Sin transmisión |
| Cúcuta Deportivo     | 2 : 0 | Real Santander     | General Santander         | 12 de marzo | 19:30 | Sin transmisión |
| América de Cali      | 1 : 0 | Deportivo Pereira  | Olímpico Pascual Guerrero | 12 de marzo | 19:30 | Sin transmisión |
| Bogotá F. C.         | 0 : 0 | Barranquilla F. C. | Metropolitano de Techo    | 13 de marzo | 15:00 | Sin transmisión |

| Universitario        | 3 : 0 | Cortuluá           | Ciro López                | 16 de marzo | 11:30 | Sin transmisión |
| Llaneros             | 0 : 0 | Bogotá F. C.       | Manuel Calle Lombana      | 16 de marzo | 15:00 | Sin transmisión |
| Valledupar F. C.     | 3 : 1 | Unión Magdalena    | Armando Maestre Pavajeau  | 16 de marzo | 15:00 | Sin transmisión |
| Expreso Rojo         | 3 : 3 | Deportivo Rionegro | Luis Antonio Duque        | 16 de marzo | 15:00 | Sin transmisión |
| Jaguares             | 2 : 2 | Real Cartagena     | Municipal de Montería     | 16 de marzo | 15:00 | Sin transmisión |
| Atlético Bucaramanga | 0 : 0 | Real Santander     | Alfonso López             | 16 de marzo | 15:00 | Sin transmisión |
| Cúcuta Deportivo     | 1 : 0 | Barranquilla F. C. | General Santanter         | 16 de marzo | 15:30 | Sin transmisión |
| Deportes Quindío     | 1 : 1 | Deportivo Pereira  | Centenario de Armenia     | 17 de marzo | 18:00 | Win Sports      |
| Depor F. C.          | 0 : 0 | América de Cali    | Olímpico Pascual Guerrero | 17 de marzo | 20:00 | Win Sports      |

| Barranquilla F. C. | 1 : 1 | Unión Magdalena      | Sede deportiva Bomboná    | 22 de marzo | 15:00 | Sin transmisión |
| Deportivo Rionegro | 2 : 0 | Bogotá F. C.         | Tulio Ospina              | 22 de marzo | 15:00 | Sin transmisión |
| Real Santander     | 2 : 0 | Expreso Rojo         | Álvaro Gómez Hurtado      | 22 de marzo | 15:00 | Sin transmisión |
| Valledupar F. C.   | 1 : 1 | Universitario        | Armando Maestre Pavajeau  | 22 de marzo | 15:00 | Sin transmisión |
| Llaneros           | 1 : 0 | Cúcuta Deportivo     | Manuel Calle Lombana      | 23 de marzo | 15:00 | Sin transmisión |
| Depor F. C.        | 0 : 2 | Deportes Quindío     | Olímpico Pascual Guerrero | 23 de marzo | 15:30 | Sin transmisión |
| Real Cartagena     | 3 : 0 | Jaguares             | Olímpico Jaime Morón León | 24 de marzo | 15:30 | Sin transmisión |
| Deportivo Pereira  | 1 : 1 | Atlético Bucaramanga | Hernán Ramírez Villegas   | 24 de marzo | 18:00 | Win Sports      |
| Cortuluá           | 1 : 2 | América de Cali      | Doce de Octubre           | 24 de marzo | 20:00 | Win Sports      |

| Universitario        | 2 : 1 | Depor F. C.        | Ciro López                | 30 de marzo | 11:30 | Sin transmisión |
| Atlético Bucaramanga | 1 : 0 | Deportes Quindío   | Alfonso López             | 30 de marzo | 15:00 | Sin transmisión |
| Expreso Rojo         | 3 : 3 | Llaneros           | Luis Antonio Duque        | 30 de marzo | 15:00 | Sin transmisión |
| Jaguares             | 0 : 1 | Real Santander     | Municipal de Montería     | 30 de marzo | 15:00 | Sin transmisión |
| Unión Magdalena      | 0 : 2 | Deportivo Rionegro | Municipal de Ciénaga      | 30 de marzo | 15:00 | Sin transmisión |
| Cúcuta Deportivo     | 1 : 0 | Valledupar F. C.   | General Santander         | 30 de marzo | 15:30 | Sin transmisión |
| Bogotá F. C.         | 1 : 0 | Real Cartagena     | Metropolitano de Techo    | 31 de marzo | 18:00 | Win Sports      |
| Deportivo Pereira    | 0 : 1 | Cortuluá           | Hernán Ramírez Villegas   | 31 de marzo | 20:00 | Win Sports      |
| América de Cali      | 1 : 1 | Barranquilla F. C. | Olímpico Pascual Guerrero | 1 de abril  | 20:00 | Sin transmisión |

| Deportivo Rionegro | 1 : 1 | América de Cali      | Tulio Ospina                   | 5 de abril | 15:00 | Sin transmisión |
| Real Santander     | 2 : 0 | Bogotá F. C.         | Álvaro Gómez Hurtado           | 5 de abril | 15:00 | Sin transmisión |
| Valledupar F. C.   | 1 : 1 | Expreso Rojo         | Armando Maestre Pavajeau       | 5 de abril | 15:00 | Sin transmisión |
| Deportes Quindío   | 3 : 1 | Universitario        | Centenario de Armenia          | 5 de abril | 15:00 | Sin transmisión |
| Cortuluá           | 1 : 2 | Atlético Bucaramanga | Doce de Octubre                | 5 de abril | 20:00 | Sin transmisión |
| Barranquilla F. C. | 2 : 1 | Deportivo Pereira    | Metropolitano Roberto Meléndez | 6 de abril | 15:00 | Sin transmisión |
| Llaneros           | 3 : 2 | Jaguares             | Manuel Calle Lombana           | 6 de abril | 15:30 | Sin transmisión |
| Depor F. C.        | 3 : 0 | Cúcuta Deportivo     | Olímpico Pascual Guerrero      | 7 de abril | 18:00 | Win Sports      |
| Real Cartagena     | 0 : 0 | Unión Magdalena      | Olímpico Jaime Morón León      | 7 de abril | 20:00 | Win Sports      |

| Cortuluá             | 1 : 1 | Barranquilla F. C. | Doce de Octubre           | 12 de abril | 20:00 | Sin transmisión |
| Atlético Bucaramanga | 1 : 0 | Universitario      | Alfonso López             | 13 de abril | 15:00 | Sin transmisión |
| Expreso Rojo         | 1 : 0 | Depor F. C.        | Luis Antonio Duque        | 13 de abril | 15:00 | Sin transmisión |
| Jaguares             | 2 : 1 | Valledupar F. C.   | Municipal de Montería     | 13 de abril | 15:00 | Sin transmisión |
| Unión Magdalena      | 3 : 1 | Real Santander     | Municipal de Ciénaga      | 13 de abril | 15:00 | Sin transmisión |
| Deportivo Pereira    | 0 : 1 | Deportivo Rionegro | Hernán Ramírez Villegas   | 13 de abril | 15:30 | Sin transmisión |
| Bogotá F. C.         | 0 : 0 | Llaneros           | Metropolitano de Techo    | 14 de abril | 15:00 | Sin transmisión |
| Cúcuta Deportivo     | 1 : 0 | Deportes Quindío   | General Santander         | 14 de abril | 18:00 | Win Sports      |
| América de Cali      | 1 : 0 | Real Cartagena     | Olímpico Pascual Guerrero | 14 de abril | 20:00 | Win Sports      |

| Deportivo Rionegro | 2 : 1 | Cortuluá             | Tulio Ospina                   | 19 de abril | 15:00 | Sin transmisión |
| Valledupar F. C.   | 1 : 0 | Bogotá F. C.         | Armando Maestre Pavajeau       | 19 de abril | 15:00 | Sin transmisión |
| Real Santander     | 0 : 1 | América de Cali      | Álvaro Gómez Hurtado           | 19 de abril | 15:00 | Sin transmisión |
| Depor F. C.        | 1 : 2 | Jaguares             | Olímpico Pascual Guerrero      | 19 de abril | 15:00 | Sin transmisión |
| Universitario      | 0 : 2 | Cúcuta Deportivo     | Ciro López                     | 20 de abril | 11:30 | Sin transmisión |
| Llaneros           | 3 : 0 | Unión Magdalena      | Manuel Calle Lombana           | 20 de abril | 15:00 | Sin transmisión |
| Deportes Quindío   | 1 : 0 | Expreso Rojo         | Centenario de Armenia          | 20 de abril | 15:30 | Sin transmisión |
| Barranquilla F. C. | 1 : 2 | Atlético Bucaramanga | Metropolitano Roberto Meléndez | 21 de abril | 18:00 | Win Sports      |
| Real Cartagena     | 1 : 0 | Deportivo Pereira    | Olímpico Jaime Morón León      | 21 de abril | 20:00 | Win Sports      |

| Barranquilla F. C.   | 1 : 0 | Deportivo Rionegro | Metropolitano Roberto Meléndez | 26 de abril | 15:30 | Sin transmisión |
| Cortuluá             | 1 : 1 | Real Cartagena     | Doce de Octubre                | 26 de abril | 20:00 | Sin transmisión |
| Atlético Bucaramanga | 0 : 1 | Cúcuta Deportivo   | Alfonso López                  | 27 de abril | 15:00 | Sin transmisión |
| Expreso Rojo         | 3 : 2 | Universitario      | Luis Antonio Duque             | 27 de abril | 15:00 | Sin transmisión |
| Unión Magdalena      | 1 : 0 | Valledupar F. C.   | Municipal de Ciénaga           | 27 de abril | 15:00 | Sin transmisión |
| Jaguares             | 1 : 1 | Deportes Quindío   | Municipal de Montería          | 27 de abril | 15:15 | Win Sports      |
| Deportivo Pereira    | 4 : 2 | Real Santander     | Hernán Ramírez Villegas        | 27 de abril | 15:30 | Sin transmisión |
| América de Cali      | 1 : 1 | Llaneros           | Olímpico Pascual Guerrero      | 27 de abril | 17:15 | Win Sports      |
| Bogotá F. C.         | 1 : 1 | Depor F. C.        | Metropolitano de Techo         | 28 de abril | 15:00 | Sin transmisión |

| Universitario      | 2 : 0 | Jaguares             | Ciro López                | 17 de abril | 11:30 | Sin transmisión |
| Valledupar F. C.   | 2 : 1 | América de Cali      | Armando Maestre Pavajeau  | 23 de abril | 15:30 | Sin transmisión |
| Real Santander     | 3 : 3 | Cortuluá             | Álvaro Gómez Hurtado      | 30 de abril | 15:00 | Sin transmisión |
| Cúcuta Deportivo   | 1 : 1 | Expreso Rojo         | General Santander         | 30 de abril | 17:30 | Sin transmisión |
| Real Cartagena     | 4 : 0 | Barranquilla F. C.   | Olímpico Jaime Morón León | 30 de abril | 17:45 | Win Sports      |
| Llaneros           | 2 : 0 | Deportivo Pereira    | Manuel Calle Lombana      | 1 de mayo   | 15:00 | Sin transmisión |
| Deportivo Rionegro | 3 : 2 | Atlético Bucaramanga | Tulio Ospina              | 1 de mayo   | 15:15 | Win Sports      |
| Depor F. C.        | 0 : 1 | Unión Magdalena      | Olímpico Pascual Guerrero | 1 de mayo   | 15:30 | Sin transmisión |
| Deportes Quindío   | 5 : 2 | Bogotá F. C.         | Centenario de Armenia     | 1 de mayo   | 15:30 | Sin transmisión |

| Atlético Bucaramanga | 2 : 0 | Expreso Rojo     | Alfonso López             | 4 de mayo | 15:00 | Sin transmisión |
| Jaguares             | 2 : 0 | Cúcuta Deportivo | Municipal de Montería     | 4 de mayo | 15:00 | Sin transmisión |
| Bogotá F. C.         | 0 : 1 | Universitario    | Metropolitano de Techo    | 4 de mayo | 15:00 | Sin transmisión |
| Unión Magdalena      | 1 : 1 | Deportes Quindío | Municipal de Ciénaga      | 4 de mayo | 15:00 | Sin transmisión |
| Deportivo Pereira    | 1 : 6 | Valledupar F. C. | Hernán Ramírez Villegas   | 4 de mayo | 15:00 | Sin transmisión |
| Cortuluá             | 1 : 2 | Llaneros         | Doce de Octubre           | 4 de mayo | 15:00 | Sin transmisión |
| Barranquilla F. C.   | 4 : 1 | Real Santander   | Romelio Martínez          | 4 de mayo | 15:00 | Sin transmisión |
| Deportivo Rionegro   | 2 : 1 | Real Cartagena   | Alberto Grisales          | 4 de mayo | 15:00 | Win Sports      |
| América de Cali      | 2 : 1 | Depor F. C.      | Olímpico Pascual Guerrero | 5 de mayo | 19:45 | Win Sports      |

| Depor F. C.      | 3 : 5 | Deportivo Pereira    | Olímpico Pascual Guerrero | 8 de mayo  | 15:30 | Sin transmisión |
| Real Cartagena   | 2 : 0 | Atlético Bucaramanga | Olímpico Jaime Morón León | 11 de mayo | 15:00 | Sin transmisión |
| Real Santander   | 2 : 0 | Deportivo Rionegro   | Álvaro Gómez Hurtado      | 11 de mayo | 15:00 | Sin transmisión |
| Llaneros         | 1 : 1 | Barranquilla F. C.   | Manuel Calle Lombana      | 11 de mayo | 15:00 | Sin transmisión |
| Valledupar F. C. | 2 : 1 | Cortuluá             | Armando Maestre Pavajeau  | 11 de mayo | 15:00 | Sin transmisión |
| Universitario    | 2 : 1 | Unión Magdalena      | Ciro López                | 11 de mayo | 15:00 | Sin transmisión |
| Cúcuta Deportivo | 2 : 2 | Bogotá F. C.         | General Santander         | 11 de mayo | 15:00 | Sin transmisión |
| Expreso Rojo     | 0 : 2 | Jaguares             | Jorge Torres Rocha        | 11 de mayo | 15:00 | Sin transmisión |
| Deportes Quindío | 3 : 1 | América de Cali      | Centenario de Armenia     | 11 de mayo | 15:00 | Win Sports      |

### Cuadro final
Para la segunda fase del torneo Apertura, los cuartos de final, clasificaron los mejores ocho ubicados en la tabla del Todos contra todos. Estos ocho equipos se dividirán en cuatro llaves: llave A, B, C y D, los ubicados del primer (1°) al cuarto (4°) puesto fueron ubicados respectivamente en dichas llaves, con la ventaja de que el juego de vuelta lo disputarán en condición de local. Los rivales de estos cuatro equipos saldrán de los ubicados del quinto (5°) al octavo (8°) puesto, los cuales sortearán su ubicación en las llaves A, B, C y D. Para las semifinales, los enfrentamientos serán así: llave A vs. llave D y llave B vs. llave C. Tras el sorteo de las llaves, realizado el día 12 de mayo en las instalaciones de la División Mayor del Fútbol Colombiano, el cuadro final se configuró así:
|  | Cuartos de final     | Cuartos de final    | Cuartos de final    |       |                  | Semifinales             | Semifinales             | Semifinales             |  |  | Final           | Final          | Final          |
|  | 17, 21 y 22 de mayo  | 17, 21 y 22 de mayo | 17, 21 y 22 de mayo |       |                  | 28 de mayo a 1 de junio | 28 de mayo a 1 de junio | 28 de mayo a 1 de junio |  |  | 4 y 8 de junio  | 4 y 8 de junio | 4 y 8 de junio |
|  |                      |                     |                     |       |                  |                         |                         |                         |  |  |                 |                |                |
|  | Atl. Bucaramanga (p) | 1                   | 1 (5)               |       |                  |                         |                         |                         |  |  |                 |                |                |
|  | Unión Magdalena      | 2                   | 0 (4)               |       |                  |                         |                         |                         |  |  |                 |                |                |
|  | Unión Magdalena      | 2                   | 0 (4)               |       | Atl. Bucaramanga | 0                       | 3 (5)                   |                         |  |  |                 |                |                |
|  |                      |                     |                     |       | Atl. Bucaramanga | 0                       | 3 (5)                   |                         |  |  |                 |                |                |
|  |                      | Jaguares (p)        | 3                   | 0 (6) |                  |                         |                         |                         |  |  |                 |                |                |
|  | Jaguares             | Jaguares (p)        | 3                   | 0 (6) | 1                | 2                       |                         |                         |  |  |                 |                |                |
|  | Jaguares             |                     |                     |       | 1                | 2                       |                         |                         |  |  |                 |                |                |
|  | Deportivo Rionegro   | 2                   | 0                   |       |                  |                         |                         |                         |  |  |                 |                |                |
|  |                      |                     |                     |       |                  |                         |                         |                         |  |  | América de Cali | 1              | 1              |
|  |                      |                     | Jaguares            | 4     | 1                |                         |                         |                         |  |  |                 |                |                |
|  | Llaneros             | 2                   | 1                   |       |                  |                         |                         |                         |  |  |                 |                |                |
|  | Cúcuta Deportivo     | 0                   | 1                   |       |                  |                         |                         |                         |  |  |                 |                |                |
|  | Cúcuta Deportivo     | 0                   | 1                   |       | Llaneros         | 0                       | 2                       |                         |  |  |                 |                |                |
|  |                      |                     |                     |       | Llaneros         | 0                       | 2                       |                         |  |  |                 |                |                |
|  |                      | América de Cali     | 4                   | 2     |                  |                         |                         |                         |  |  |                 |                |                |
|  | América de Cali      | América de Cali     | 4                   | 2     | 1                | 3                       |                         |                         |  |  |                 |                |                |
|  | América de Cali      |                     |                     |       | 1                | 3                       |                         |                         |  |  |                 |                |                |
|  | Deportes Quindío     | 1                   | 1                   |       |                  |                         |                         |                         |  |  |                 |                |                |

- Nota: El equipo ubicado en la primera línea de cada llave es el que ejerce la localía en el partido de vuelta.

### Cuartos de final
- La hora de cada encuentro corresponde al huso horario que rige a Colombia (UTC-5)

| 17 de mayo de 2014, 15:00 | Unión Magdalena            | 2:1 (1:0) | Atlético Bucaramanga | Estadio Municipal de Ciénaga, Ciénaga, Magdalena |                               |
|                           | Viveros 17' · Carrillo 56' | Reporte   | Pérez 51'            | Árbitro(s): Carlos Betancourt                    | Árbitro(s): Carlos Betancourt |

| 21 de mayo de 2014, 15:00 | Atlético Bucaramanga                           | 1:0 (0:0) (5:4 p.)         | Unión Magdalena                                                | Estadio Alfonso López, Bucaramanga |                         |
|                           | Ríos 77'                                       | Reporte                    |                                                                | Árbitro(s): Ervin Otero            | Árbitro(s): Ervin Otero |
|                           |                                                | Tiros desde el punto penal |                                                                |                                    |                         |
|                           | Sarmiento · Tobar · Mera · Arce · Pérez · Ríos |                            | Quevedo · Carrillo · Viveros · Riascos · Mosquera · Hinestroza |                                    |                         |

| 17 de mayo de 2014, 15:00 | Deportivo Rionegro       | 2:1 (2:1) | Jaguares   | Estadio Tulio Ospina, Bello, Antioquia |                            |
|                           | Fernández 30' 44' (pen.) | Reporte   | Alvear 17' | Árbitro(s): Harold Perilla             | Árbitro(s): Harold Perilla |

| 21 de mayo de 2014, 15:00 | Jaguares                   | 2:0 (1:0) | Deportivo Rionegro | Estadio Municipal de Montería, Montería |                           |
|                           | Preciado 36' · Sánchez 74' | Reporte   |                    | Árbitro(s): Ramiro Suárez               | Árbitro(s): Ramiro Suárez |

| 17 de mayo de 2014, 15:30 | Cúcuta Deportivo | 0:2 (0:2) | Llaneros                  | Estadio General Santander, Cúcuta |                          |
|                           |                  | Reporte   | Maldonado 10' · Pérez 14' | Árbitro(s): Andrés Rojas          | Árbitro(s): Andrés Rojas |

| 21 de mayo de 2014, 15:00 | Llaneros | 1:1 (0:1) | Cúcuta Deportivo | Estadio Manuel Calle Lombana, Villavicencio |  |
|                           | Rúa 90'  | Reporte   | Ulloque 44'      |                                             |  |

| 17 de mayo de 2014, 20:15 | Deportes Quindío | 1:1 (0:0) | América de Cali | Estadio Centenario de Armenia, Armenia |                           |
|                           | Galeano 77'      | Reporte   | Rivera 62'      | Árbitro(s): Nicolás Gallo              | Árbitro(s): Nicolás Gallo |

| 22 de mayo de 2014, 19:45 | América de Cali                     | 3:1 (1:0) | Deportes Quindío  | Estadio Olímpico Pascual Guerrero, Cali |                            |
|                           | Tello 25' · Rivera 60' · Lucumí 79' | Reporte   | Suárez 81' (a.g.) | Árbitro(s): Ulises Arrieta              | Árbitro(s): Ulises Arrieta |

### Semifinales
- La hora de cada encuentro corresponde al huso horario que rige a Colombia (UTC-5)

| 28 de mayo de 2014, 15:00 | Jaguares                                | 3:0 (1:0) | Atlético Bucaramanga | Estadio Municipal de Montería, Montería |                              |
|                           | Gómez 15' · González 67' · González 69' | Reporte   |                      | Árbitro(s): Gustavo González            | Árbitro(s): Gustavo González |

| 1 de junio de 2014, 15:00 | Atlético Bucaramanga                                      | 3:0 (1:0) (5:6 p.)         | Jaguares                                                               | Estadio Alfonso López, Bucaramanga |  |
|                           | Núñez 24' · Tobar 71' · Rodríguez 79'                     | Reporte                    |                                                                        |                                    |  |
|                           |                                                           | Tiros desde el punto penal |                                                                        |                                    |  |
|                           | Rodríguez · Tobar · Núñez · Ríos · Pérez · Chacón · López |                            | Ossa · Contreras · Saldaña · Agudelo · Preciado · Mondragón · Martínez |                                    |  |

| 28 de mayo de 2014, 19:45 | América de Cali                                          | 4:0 (3:0) | Llaneros | Estadio Olímpico Pascual Guerrero, Cali |                             |
|                           | Tapiero 6' · Peñaranda 33' · Peñaranda 41' · Balanta 88' | Reporte   |          | Árbitro(s): Gustavo Murillo             | Árbitro(s): Gustavo Murillo |

| 31 de mayo de 2014, 15:00 | Llaneros               | 2:2 (1:1) | América de Cali        | Estadio Manuel Calle Lombana, Villavicencio |                           |
|                           | Rúa 36' · Buitrago 49' | Reporte   | Lucumí 45' · Henao 53' | Árbitro(s): Ramiro Suárez                   | Árbitro(s): Ramiro Suárez |

### Final
| 4 de junio de 2014, 15:00 | Jaguares                                                | 4:1 (1:0) | América de Cali | Estadio Municipal de Montería, Montería |                            |
|                           | Gómez 23' · Preciado 55' · Salazar 73' · Preciado 90+1' | Reporte   | Balanta 89'     | Árbitro(s): Ulises Arrieta              | Árbitro(s): Ulises Arrieta |

| 8 de junio de 2014, 19:00 | América de Cali | 1:1 (1:1) | Jaguares            | Estadio Olímpico Pascual Guerrero, Cali |                          |
|                           | Brazalez 82'    | Reporte   | Preciado 61' (pen.) | Árbitro(s): Andrés Rojas                | Árbitro(s): Andrés Rojas |

### Goleadores
| Jugador         | Equipos            | Goles |
| --------------- | ------------------ | ----- |
| Harold Preciado | Jaguares           | 18    |
| Raúl Peñaranda  | Valledupar F. C.   | 13    |
| Feiver Mercado  | Universitario      | 11    |
| Yamilson Rivera | América de Cali    | 11    |
| Erwin Carrillo  | Unión Magdalena    | 10    |
| Manuel González | Llaneros           | 10    |
| Bryan Fernández | Deportivo Rionegro | 9     |

## Torneo Finalización

### Todos contra todos
En la primera fase del Torneo Finalización, se jugarán partidos con el sistema de todos contra todos, teniendo en cuenta que cada equipo repetirá rival en la Fecha 9, debido a que esta es la fecha de los clásicos regionales. Así, esta fase del torneo sumará 18 fechas jugadas y como resultado dará a los ocho equipos con más puntaje, que clasificarán a la siguiente fase.

#### Clasificación
| Pos. | Equipos              | PJ | PG | PE | PP | GF | GC | Dif. | Pts. |
| ---- | -------------------- | -- | -- | -- | -- | -- | -- | ---- | ---- |
| 1.   | Jaguares             | 18 | 10 | 4  | 4  | 27 | 18 | 9    | 34   |
| 2.   | Deportivo Pereira    | 18 | 9  | 6  | 3  | 28 | 15 | 13   | 33   |
| 3.   | Deportes Quindío     | 18 | 9  | 6  | 3  | 28 | 17 | 11   | 33   |
| 4.   | Deportivo Rionegro   | 18 | 9  | 6  | 3  | 26 | 15 | 11   | 33   |
| 5.   | Unión Magdalena      | 18 | 9  | 5  | 4  | 32 | 20 | 12   | 32   |
| 6.   | Cúcuta Deportivo     | 18 | 9  | 5  | 4  | 21 | 15 | 6    | 32   |
| 7.   | Atlético Bucaramanga | 18 | 8  | 7  | 3  | 23 | 19 | 4    | 31   |
| 8.   | América de Cali      | 18 | 8  | 6  | 4  | 25 | 17 | 8    | 30   |
| 9.   | Real Cartagena       | 18 | 9  | 3  | 6  | 20 | 18 | 2    | 30   |
| 10.  | Cortuluá             | 18 | 8  | 1  | 9  | 21 | 19 | 2    | 25   |
| 11.  | Valledupar F. C.     | 18 | 7  | 4  | 7  | 16 | 18 | -2   | 25   |
| 12.  | Llaneros             | 18 | 6  | 4  | 8  | 25 | 25 | 0    | 22   |
| 13.  | Universitario        | 18 | 5  | 4  | 9  | 17 | 29 | -12  | 19   |
| 14.  | Real Santander       | 18 | 4  | 6  | 8  | 17 | 24 | -7   | 18   |
| 15.  | Expreso Rojo         | 18 | 3  | 4  | 11 | 11 | 20 | -9   | 13   |
| 16.  | Depor F. C.          | 18 | 3  | 4  | 11 | 18 | 35 | -17  | 13   |
| 17.  | Bogotá F. C.         | 18 | 2  | 5  | 11 | 17 | 29 | -12  | 11   |
| 18.  | Barranquilla F. C.   | 18 | 3  | 2  | 13 | 11 | 30 | -19  | 11   |

|  |                                   |
|  | Clasificados a la siguiente fase. |
|  | Eliminados.                       |

##### Evolución de la clasificación
| Equipo               | Jornada | Jornada | Jornada | Jornada | Jornada | Jornada | Jornada | Jornada | Jornada | Jornada | Jornada | Jornada | Jornada | Jornada | Jornada | Jornada | Jornada | Jornada |
| Equipo               | 1       | 2       | 3       | 4       | 5       | 6       | 7       | 8       | 9       | 10      | 11      | 12      | 13      | 14      | 15      | 16      | 17      | 18      |
| -------------------- | ------- | ------- | ------- | ------- | ------- | ------- | ------- | ------- | ------- | ------- | ------- | ------- | ------- | ------- | ------- | ------- | ------- | ------- |
| Jaguares             | 8       | 14      | 8       | 16      | 12      | 9       | 6       | 7       | 10      | 7       | 6       | 5       | 3       | 2       | 1       | 2       | 3       | 1       |
| Deportivo Pereira    | 18      | 7       | 3       | 2       | 3       | 1       | 2       | 3       | 6       | 6       | 5       | 3       | 5       | 8       | 5       | 5       | 4       | 2       |
| Deportes Quindío     | 2       | 1       | 1       | 1       | 1       | 2       | 1       | 1       | 1       | 1       | 2       | 2       | 1       | 1       | 2       | 1       | 1       | 3       |
| Deportivo Rionegro   | 3       | 3       | 5       | 7       | 5       | 6       | 5       | 5       | 4       | 4       | 4       | 8       | 4       | 3       | 3       | 4       | 5       | 4       |
| Unión Magdalena      | 13      | 11      | 12      | 5       | 10      | 5       | 8       | 12      | 11      | 10      | 8       | 7       | 6       | 5       | 4       | 3       | 2       | 5       |
| Cúcuta Deportivo     | 4       | 9       | 14      | 17      | 16      | 15      | 10      | 10      | 8       | 8       | 7       | 4       | 7       | 6       | 7       | 8       | 8       | 6       |
| Atlético Bucaramanga | 7       | 5       | 6       | 12      | 7       | 12      | 11      | 8       | 7       | 9       | 11      | 9       | 10      | 9       | 8       | 9       | 9       | 7       |
| América de Cali      | 14      | 10      | 13      | 6       | 2       | 4       | 3       | 4       | 2       | 2       | 1       | 1       | 2       | 4       | 6       | 6       | 7       | 8       |
| Real Cartagena       | 10      | 2       | 10      | 9       | 14      | 11      | 13      | 11      | 9       | 11      | 9       | 10      | 9       | 10      | 10      | 7       | 6       | 9       |
| Cortuluá             | 1       | 8       | 4       | 3       | 6       | 7       | 9       | 6       | 5       | 5       | 10      | 11      | 12      | 12      | 12      | 12      | 11      | 10      |
| Valledupar F. C.     | 6       | 4       | 2       | 4       | 4       | 3       | 4       | 2       | 3       | 3       | 3       | 6       | 8       | 7       | 9       | 10      | 10      | 11      |
| Llaneros             | 15      | 18      | 17      | 14      | 15      | 13      | 14      | 13      | 12      | 12      | 12      | 12      | 11      | 11      | 11      | 11      | 12      | 12      |
| Universitario        | 5       | 13      | 15      | 8       | 17      | 18      | 17      | 18      | 18      | 18      | 18      | 16      | 16      | 16      | 14      | 14      | 14      | 13      |
| Real Santander       | 12      | 15      | 16      | 10      | 11      | 8       | 12      | 14      | 14      | 14      | 14      | 13      | 13      | 13      | 13      | 13      | 13      | 14      |
| Expreso Rojo         | 11      | 16      | 9       | 15      | 9       | 14      | 15      | 15      | 16      | 15      | 15      | 15      | 14      | 14      | 15      | 15      | 15      | 15      |
| Depor F. C.          | 17      | 12      | 11      | 13      | 8       | 10      | 7       | 9       | 13      | 13      | 13      | 14      | 15      | 15      | 16      | 16      | 16      | 16      |
| Bogotá F. C.         | 9       | 6       | 7       | 11      | 13      | 16      | 16      | 17      | 15      | 16      | 16      | 17      | 18      | 18      | 17      | 17      | 17      | 17      |
| Barranquilla F. C.   | 16      | 17      | 18      | 18      | 18      | 17      | 18      | 16      | 17      | 17      | 17      | 18      | 17      | 17      | 18      | 18      | 18      | 18      |

#### Resultados
- La hora de cada encuentro corresponde al huso horario que rige a Colombia (UTC-5)

Nota: Los horarios y partidos de televisión se definen la semana previa a cada jornada. El canal Win Sports es el medio de difusión por televisión autorizado por la Dimayor para la transmisión por cable de dos partidos por fecha.
| Universitario    | 0 : 3 (W.O.) | América de Cali      | Ciro López                | 19 de julio | 11:30 | Sin transmisión |
| Deportes Quindío | 2 : 0        | Deportivo Pereira    | Centenario de Armenia     | 19 de julio | 15:00 | Sin transmisión |
| Valledupar F. C. | 1 : 0        | Barranquilla F. C.   | Federico Serrano Soto     | 19 de julio | 15:00 | Sin transmisión |
| Real Santander   | 0 : 0        | Real Cartagena       | Álvaro Gómez Hurtado      | 19 de julio | 15:00 | Sin transmisión |
| Jaguares         | 1 : 1        | Atlético Bucaramanga | Municipal de Montería     | 20 de julio | 15:00 | Sin transmisión |
| Llaneros         | 1 : 2        | Deportivo Rionegro   | Manuel Calle Lombana      | 20 de julio | 15:00 | Sin transmisión |
| Expreso Rojo     | 0 : 0        | Bogotá F. C.         | Luis Antonio Duque        | 20 de julio | 15:30 | Sin transmisión |
| Depor F. C.      | 0 : 2        | Cortuluá             | Olímpico Pascual Guerrero | 21 de julio | 18:00 | Win Sports      |
| Cúcuta Deportivo | 2 : 1        | Unión Magdalena      | General Santander         | 21 de julio | 20:00 | Win Sports      |

| Deportivo Rionegro   | 2 : 2 | Valledupar F. C. | Tulio Ospina                   | 26 de julio | 15:00 | Sin transmisión |
| Atlético Bucaramanga | 1 : 0 | Real Santander   | Alfonso López                  | 27 de julio | 15:00 | Sin transmisión |
| Barranquilla F. C.   | 0 : 1 | Depor F. C.      | Metropolitano Roberto Meléndez | 27 de julio | 15:00 | Sin transmisión |
| Unión Magdalena      | 1 : 0 | Expreso Rojo     | Municipal de Ciénaga           | 27 de julio | 15:00 | Sin transmisión |
| Bogotá F. C.         | 1 : 0 | Jaguares         | Metropolitano de Techo         | 27 de julio | 15:00 | Sin transmisión |
| Deportivo Pereira    | 5 : 0 | Universitario    | Hernán Ramírez Villegas        | 27 de julio | 15:30 | Sin transmisión |
| Real Cartagena       | 2 : 0 | Llaneros         | Olímpico Jaime Morón León      | 27 de julio | 15:30 | Sin transmisión |
| Cortuluá             | 0 : 1 | Deportes Quindío | Doce de Octubre                | 28 de julio | 18:00 | Win Sports      |
| América de Cali      | 2 : 1 | Cúcuta Deportivo | Olímpico Pascual Guerrero      | 28 de julio | 20:00 | Win Sports      |

| Depor F. C.          | 0 : 0 | Deportivo Rionegro | Olímpico Pascual Guerrero | 2 de agosto | 15:30 | Sin transmisión |
| Universitario        | 1 : 2 | Cortuluá           | Ciro López                | 3 de agosto | 11:30 | Sin transmisión |
| Llaneros             | 0 : 0 | Real Santander     | Manuel Calle Lombana      | 3 de agosto | 15:00 | Sin transmisión |
| Jaguares             | 3 : 2 | Unión Magdalena    | Municipal de Montería     | 3 de agosto | 15:00 | Sin transmisión |
| Valledupar F. C.     | 2 : 0 | Real Cartagena     | Federico Serrano Soto     | 3 de agosto | 15:00 | Sin transmisión |
| Atlético Bucaramanga | 1 : 1 | Bogotá F. C.       | Alfonso López             | 3 de agosto | 15:00 | Sin transmisión |
| Expreso Rojo         | 2 : 1 | América de Cali    | Luis Antonio Duque        | 3 de agosto | 15:30 | Sin transmisión |
| Deportes Quindío     | 3 : 1 | Barranquilla F. C. | Centenario de Armenia     | 4 de agosto | 18:00 | Win Sports      |
| Cúcuta Deportivo     | 0 : 1 | Deportivo Pereira  | General Santander         | 4 de agosto | 20:00 | Win Sports      |

| Real Santander     | 2 : 1 | Valledupar F. C.     | Álvaro Gómez Hurtado           | 9 de agosto  | 15:00 | Sin transmisión |
| Barranquilla F. C. | 0 : 1 | Universitario        | Metropolitano Roberto Meléndez | 10 de agosto | 14:30 | Sin transmisión |
| Llaneros           | 2 : 0 | Atlético Bucaramanga | Manuel Calle Lombana           | 10 de agosto | 15:00 | Sin transmisión |
| Deportivo Rionegro | 1 : 1 | Deportes Quindío     | Tulio Ospina                   | 10 de agosto | 15:00 | Sin transmisión |
| Deportivo Pereira  | 1 : 0 | Expreso Rojo         | Hernán Ramírez Villegas        | 10 de agosto | 15:00 | Sin transmisión |
| Unión Magdalena    | 3 : 1 | Bogotá F. C.         | Municipal de Ciénaga           | 10 de agosto | 15:00 | Sin transmisión |
| Cortuluá           | 3 : 1 | Cúcuta Deportivo     | Doce de Octubre                | 10 de agosto | 15:30 | Sin transmisión |
| Real Cartagena     | 1 : 1 | Depor F. C.          | Olímpico Jaime Morón León      | 11 de agosto | 18:00 | Win Sports      |
| América de Cali    | 3 : 1 | Jaguares             | Olímpico Pascual Guerrero      | 11 de agosto | 20:00 | Win Sports      |

| Valledupar F. C.     | 1 : 0 | Llaneros           | Federico Serrano Soto     | 16 de agosto | 15:00 | Sin transmisión |
| Universitario        | 0 : 2 | Deportivo Rionegro | Ciro López                | 17 de agosto | 11:30 | Sin transmisión |
| Atlético Bucaramanga | 2 : 1 | Unión Magdalena    | Alfonso López             | 17 de agosto | 15:00 | Sin transmisión |
| Jaguares             | 1 : 1 | Deportivo Pereira  | Municipal de Montería     | 17 de agosto | 15:00 | Sin transmisión |
| Expreso Rojo         | 1 : 0 | Cortuluá           | Luis Antonio Duque        | 17 de agosto | 15:30 | Sin transmisión |
| Cúcuta Deportivo     | 0 : 0 | Barranquilla F. C. | General Santander         | 17 de agosto | 15:30 | Sin transmisión |
| Depor F. C.          | 2 : 1 | Real Santander     | Olímpico Pascual Guerrero | 18 de agosto | 15:00 | Sin transmisión |
| Deportes Quindío     | 2 : 0 | Real Cartagena     | Centenario de Armenia     | 18 de agosto | 17:30 | Win Sports      |
| Bogotá F. C.         | 1 : 2 | América de Cali    | Metropolitano de Techo    | 18 de agosto | 19:45 | Win Sports      |

| Valledupar F. C.   | 2 : 0 | Atlético Bucaramanga | Federico Serrano Soto          | 23 de agosto | 15:00 | Sin transmisión |
| Deportivo Rionegro | 1 : 2 | Cúcuta Deportivo     | Tulio Ospina                   | 23 de agosto | 15:00 | Sin transmisión |
| Barranquilla F. C. | 2 : 1 | Expreso Rojo         | Metropolitano Roberto Meléndez | 23 de agosto | 15:00 | Sin transmisión |
| Llaneros           | 3 : 2 | Depor F. C.          | Manuel Calle Lombana           | 24 de agosto | 15:00 | Sin transmisión |
| Real Santander     | 3 : 2 | Deportes Quindío     | Álvaro Gómez Hurtado           | 24 de agosto | 15:00 | Sin transmisión |
| Cortuluá           | 0 : 1 | Jaguares             | Doce de Octubre                | 24 de agosto | 15:00 | Sin transmisión |
| Real Cartagena     | 1 : 0 | Universitario        | Olímpico Jaime Morón León      | 24 de agosto | 15:30 | Sin transmisión |
| Deportivo Pereira  | 2 : 0 | Bogotá F. C.         | Hernán Ramírez Villegas        | 25 de agosto | 18:00 | Win Sports      |
| América de Cali    | 0 : 2 | Unión Magdalena      | Olímpico Pascual Guerrero      | 25 de agosto | 20:00 | Win Sports      |

| Universitario        | 1 : 0 | Real Santander     | Ciro López                | 31 de agosto    | 11:30 | Sin transmisión |
| Atlético Bucaramanga | 1 : 1 | América de Cali    | Alfonso López             | 31 de agosto    | 15:00 | Sin transmisión |
| Unión Magdalena      | 1 : 1 | Deportivo Pereira  | Municipal de Ciénaga      | 31 de agosto    | 15:00 | Sin transmisión |
| Jaguares             | 3 : 0 | Barranquilla F. C. | Municipal de Montería     | 31 de agosto    | 15:00 | Sin transmisión |
| Expreso Rojo         | 0 : 1 | Deportivo Rionegro | Luis Antonio Duque        | 31 de agosto    | 15:30 | Sin transmisión |
| Depor F. C.          | 3 : 2 | Valledupar F. C.   | Olímpico Pascual Guerrero | 31 de agosto    | 18:30 | Sin transmisión |
| Bogotá F. C.         | 0 : 0 | Cortuluá           | Metropolitano de Techo    | 1 de septiembre | 15:00 | Sin transmisión |
| Deportes Quindío     | 2 : 1 | Llaneros           | Centenario de Armenia     | 1 de septiembre | 18:00 | Win Sports      |
| Cúcuta Deportivo     | 1 : 0 | Real Cartagena     | General Santander         | 1 de septiembre | 20:00 | Sin transmisión |

| Deportivo Rionegro | 1 : 1 | Jaguares             | Tulio Ospina                   | 3 de septiembre | 15:00 | Sin transmisión |
| Depor F. C.        | 0 : 1 | Atlético Bucaramanga | Olímpico Pascual Guerrero      | 3 de septiembre | 19:00 | Sin transmisión |
| Real Santander     | 1 : 1 | Cúcuta Deportivo     | Álvaro Gómez Hurtado           | 4 de septiembre | 09:00 | Sin transmisión |
| Llaneros           | 1 : 0 | Universitario        | Compensar                      | 4 de septiembre | 11:30 | Sin transmisión |
| Valledupar F. C.   | 1 : 0 | Deportes Quindío     | Federico Serrano Soto          | 4 de septiembre | 15:00 | Sin transmisión |
| Barranquilla F. C. | 2 : 1 | Bogotá F. C.         | Metropolitano Roberto Meléndez | 4 de septiembre | 15:00 | Sin transmisión |
| Real Cartagena     | 1 : 0 | Expreso Rojo         | Olímpico Jaime Morón León      | 4 de septiembre | 19:30 | Sin transmisión |
| Deportivo Pereira  | 1 : 1 | América de Cali      | Hernán Ramírez Villegas        | 4 de septiembre | 19:30 | Sin transmisión |
| Cortuluá           | 1 : 0 | Unión Magdalena      | Doce de Octubre                | 4 de septiembre | 20:00 | Sin transmisión |

| Deportivo Rionegro | 2 : 0 | Expreso Rojo         | Tulio Ospina                   | 6 de septiembre | 15:00 | Sin transmisión |
| Bogotá F. C.       | 1 : 1 | Llaneros             | Metropolitano de Techo         | 7 de septiembre | 15:00 | Sin transmisión |
| Unión Magdalena    | 0 : 0 | Valledupar F. C.     | Municipal de Ciénaga           | 7 de septiembre | 15:00 | Sin transmisión |
| Real Santander     | 1 : 2 | Atlético Bucaramanga | Álvaro Gómez Hurtado           | 7 de septiembre | 15:00 | Sin transmisión |
| Cortuluá           | 2 : 0 | Universitario        | Doce de Octubre                | 7 de septiembre | 15:30 | Sin transmisión |
| Real Cartagena     | 3 : 2 | Jaguares             | Olímpico Jaime Morón León      | 7 de septiembre | 15:30 | Sin transmisión |
| Barranquilla F. C. | 0 : 1 | Cúcuta Deportivo     | Metropolitano Roberto Meléndez | 7 de septiembre | 20:00 | Sin transmisión |
| Deportivo Pereira  | 0 : 1 | Deportes Quindío     | Hernán Ramírez Villegas        | 8 de septiembre | 18:00 | Win Sports      |
| América de Cali    | 3 : 0 | Depor F. C.          | Olímpico Pascual Guerrero      | 8 de septiembre | 20:00 | Win Sports      |

| Expreso Rojo         | 1 : 1 | Real Santander     | Luis Antonio Duque        | 13 de septiembre | 17:00 | Sin transmisión |
| Universitario        | 0 : 1 | Valledupar F. C.   | Ciro López                | 14 de septiembre | 11:30 | Sin transmisión |
| Unión Magdalena      | 4 : 0 | Barranquilla F. C. | Municipal de Ciénaga      | 14 de septiembre | 15:00 | Sin transmisión |
| Bogotá F. C.         | 0 : 1 | Deportivo Rionegro | Metropolitano de Techo    | 14 de septiembre | 15:00 | Sin transmisión |
| Jaguares             | 2 : 0 | Real Cartagena     | Municipal de Montería     | 14 de septiembre | 15:00 | Sin transmisión |
| Cúcuta Deportivo     | 2 : 2 | Llaneros           | General Santander         | 14 de septiembre | 15:30 | Sin transmisión |
| Deportes Quindío     | 1 : 0 | Depor F. C.        | Centenario de Armenia     | 15 de septiembre | 18:00 | Win Sports      |
| América de Cali      | 1 : 0 | Cortuluá           | Olímpico Pascual Guerrero | 15 de septiembre | 20:00 | Win Sports      |
| Atlético Bucaramanga | 1 : 1 | Deportivo Pereira  | Alfonso López             | 1 de octubre     | 15:00 | Sin transmisión |

| Depor F. C.        | 2 : 2 | Universitario        | Olímpico Pascual Guerrero      | 20 de septiembre | 15:00 | Sin transmisión |
| Real Santander     | 0 : 1 | Jaguares             | Álvaro Gómez Hurtado           | 20 de septiembre | 15:00 | Sin transmisión |
| Deportivo Rionegro | 1 : 2 | Unión Magdalena      | Tulio Ospina                   | 20 de septiembre | 15:00 | Sin transmisión |
| Valledupar F. C.   | 0 : 1 | Cúcuta Deportivo     | Federico Serrano Soto          | 21 de septiembre | 15:00 | Sin transmisión |
| Llaneros           | 2 : 1 | Expreso Rojo         | Manuel Calle Lombana           | 21 de septiembre | 15:00 | Sin transmisión |
| Cortuluá           | 0 : 2 | Deportivo Pereira    | Doce de Octubre                | 21 de septiembre | 15:00 | Sin transmisión |
| Real Cartagena     | 2 : 1 | Bogotá F. C.         | Olímpico Jaime Morón León      | 21 de septiembre | 15:30 | Sin transmisión |
| Deportes Quindío   | 2 : 2 | Atlético Bucaramanga | Centenario de Armenia          | 22 de septiembre | 18:00 | Win Sports      |
| Barranquilla F. C. | 0 : 1 | América de Cali      | Metropolitano Roberto Meléndez | 22 de septiembre | 20:00 | Win Sports      |

| Unión Magdalena      | 2 : 1 | Real Cartagena     | Municipal de Ciénaga      | 24 de septiembre | 15:00 | Sin transmisión |
| Jaguares             | 3 : 2 | Llaneros           | Municipal de Montería     | 24 de septiembre | 15:00 | Sin transmisión |
| Expreso Rojo         | 0 : 0 | Valledupar F. C.   | Luis Antonio Duque        | 24 de septiembre | 15:00 | Sin transmisión |
| Cúcuta Deportivo     | 5 : 0 | Depor F. C.        | General Santander         | 24 de septiembre | 19:45 | Sin transmisión |
| Universitario        | 2 : 2 | Deportes Quindío   | Ciro López                | 25 de septiembre | 11:30 | Sin transmisión |
| Atlético Bucaramanga | 2 : 1 | Cortuluá           | Alfonso López             | 25 de septiembre | 15:00 | Sin transmisión |
| Bogotá F. C.         | 3 : 4 | Real Santander     | Metropolitano de Techo    | 25 de septiembre | 15:00 | Sin transmisión |
| Deportivo Pereira    | 2 : 0 | Barranquilla F. C. | Hernán Ramírez Villegas   | 25 de septiembre | 19:30 | Sin transmisión |
| América de Cali      | 2 : 2 | Deportivo Rionegro | Olímpico Pascual Guerrero | 25 de septiembre | 19:30 | Sin transmisión |

| Depor F. C.        | 1 : 2 | Expreso Rojo         | Olímpico Pascual Guerrero      | 27 de septiembre | 15:00 | Sin transmisión |
| Valledupar F. C.   | 0 : 2 | Jaguares             | Federico Serrano Soto          | 27 de septiembre | 15:30 | Sin transmisión |
| Universitario      | 2 : 1 | Atlético Bucaramanga | Ciro López                     | 28 de septiembre | 11:30 | Sin transmisión |
| Llaneros           | 4 : 1 | Bogotá F. C.         | Manuel Calle Lombana           | 28 de septiembre | 15:00 | Sin transmisión |
| Deportivo Rionegro | 3 : 2 | Deportivo Pereira    | Tulio Ospina                   | 28 de septiembre | 15:00 | Sin transmisión |
| Barranquilla F. C. | 4 : 2 | Cortuluá             | Metropolitano Roberto Meléndez | 28 de septiembre | 15:00 | Sin transmisión |
| Real Santander     | 1 : 1 | Unión Magdalena      | Álvaro Gómez Hurtado           | 29 de septiembre | 15:00 | Sin transmisión |
| Deportes Quindío   | 3 : 0 | Cúcuta Deportivo     | Centenario de Armenia          | 29 de septiembre | 18:00 | Win Sports      |
| Real Cartagena     | 3 : 1 | América de Cali      | Olímpico Jaime Morón León      | 29 de septiembre | 20:00 | Win Sports      |

| Bogotá F. C.         | 0 : 1 | Valledupar F. C.   | Metropolitano de Techo    | 4 de octubre | 15:00 | Sin transmisión |
| Cortuluá             | 0 : 1 | Deportivo Rionegro | Doce de Octubre           | 4 de octubre | 20:00 | Sin transmisión |
| Atlético Bucaramanga | 3 : 1 | Barranquilla F. C. | Alfonso López             | 5 de octubre | 15:00 | Sin transmisión |
| Unión Magdalena      | 1 : 0 | Llaneros           | Municipal de Ciénaga      | 5 de octubre | 15:00 | Sin transmisión |
| Jaguares             | 1 : 0 | Depor F. C.        | Municipal de Montería     | 5 de octubre | 15:00 | Sin transmisión |
| Expreso Rojo         | 0 : 1 | Deportes Quindío   | Luis Antonio Duque        | 5 de octubre | 15:30 | Sin transmisión |
| Cúcuta Deportivo     | 2 : 1 | Universitario      | General Santander         | 5 de octubre | 15:30 | Sin transmisión |
| Deportivo Pereira    | 0 : 0 | Real Cartagena     | Hernán Ramírez Villegas   | 6 de octubre | 18:00 | Win Sports      |
| América de Cali      | 1 : 1 | Real Santander     | Olímpico Pascual Guerrero | 6 de octubre | 20:00 | Win Sports      |

| Deportes Quindío   | 1 : 2 | Jaguares             | Centenario de Armenia     | 11 de octubre | 15:00 | Sin transmisión |
| Valledupar F. C.   | 1 : 3 | Unión Magdalena      | Federico Serrano Soto     | 11 de octubre | 15:00 | Sin transmisión |
| Deportivo Rionegro | 3 : 0 | Barranquilla F. C.   | Tulio Ospina              | 11 de octubre | 15:00 | Sin transmisión |
| Universitario      | 2 : 1 | Expreso Rojo         | Ciro López                | 12 de octubre | 11:30 | Sin transmisión |
| Depor F. C.        | 1 : 3 | Bogotá F. C.         | Olímpico Pascual Guerrero | 12 de octubre | 15:00 | Sin transmisión |
| Llaneros           | 1 : 0 | América de Cali      | Manuel Calle Lombana      | 12 de octubre | 15:00 | Sin transmisión |
| Real Santander     | 0 : 2 | Deportivo Pereira    | Álvaro Gómez Hurtado      | 12 de octubre | 15:00 | Sin transmisión |
| Real Cartagena     | 2 : 1 | Cortuluá             | Olímpico Jaime Morón León | 13 de octubre | 17:30 | Win Sports      |
| Cúcuta Deportivo   | 0 : 0 | Atlético Bucaramanga | General Santander         | 13 de octubre | 19:30 | Win Sports      |

| Jaguares             | 1 : 1 | Universitario      | Municipal de Montería          | 8 de octubre  | 14:30 | Sin transmisión |
| Bogotá F. C.         | 3 : 3 | Deportes Quindío   | Metropolitano de Techo         | 15 de octubre | 15:00 | Sin transmisión |
| Deportivo Pereira    | 3 : 2 | Llaneros           | Hernán Ramírez Villegas        | 15 de octubre | 19:30 | Sin transmisión |
| Unión Magdalena      | 4 : 2 | Depor F. C.        | Municipal de Ciénaga           | 15 de octubre | 19:30 | Sin transmisión |
| Expreso Rojo         | 0 : 0 | Cúcuta Deportivo   | Luis Antonio Duque             | 16 de octubre | 15:00 | Sin transmisión |
| Barranquilla F. C.   | 0 : 1 | Real Cartagena     | Metropolitano Roberto Meléndez | 16 de octubre | 15:00 | Sin transmisión |
| Atlético Bucaramanga | 0 : 0 | Deportivo Rionegro | Alfonso López                  | 16 de octubre | 15:00 | Sin transmisión |
| América de Cali      | 2 : 0 | Valledupar F. C.   | Olímpico Pascual Guerrero      | 16 de octubre | 19:30 | Sin transmisión |
| Cortuluá             | 2 : 0 | Real Santander     | Doce de Octubre                | 16 de octubre | 20:00 | Sin transmisión |

| Universitario    | 1 : 0 | Bogotá F. C.         | Ciro López                | 19 de octubre | 11:30 | Sin transmisión |
| Expreso Rojo     | 1 : 2 | Atlético Bucaramanga | Luis Antonio Duque        | 19 de octubre | 15:00 | Sin transmisión |
| Cúcuta Deportivo | 1 : 0 | Jaguares             | General Santander         | 19 de octubre | 15:00 | Sin transmisión |
| Valledupar F. C. | 1 : 1 | Deportivo Pereira    | Federico Serrano Soto     | 19 de octubre | 15:00 | Sin transmisión |
| Llaneros         | 2 : 3 | Cortuluá             | Manuel Calle Lombana      | 19 de octubre | 15:00 | Sin transmisión |
| Real Santander   | 1 : 0 | Barranquilla F. C.   | Álvaro Gómez Hurtado      | 19 de octubre | 15:00 | Sin transmisión |
| Real Cartagena   | 1 : 0 | Deportivo Rionegro   | Olímpico Jaime Morón León | 19 de octubre | 15:00 | Sin transmisión |
| Deportes Quindío | 1 : 1 | Unión Magdalena      | Centenario de Armenia     | 20 de octubre | 18:00 | Win Sports      |
| Depor F. C.      | 1 : 1 | América de Cali      | Olímpico Pascual Guerrero | 20 de octubre | 20:00 | Win Sports      |

| Atlético Bucaramanga | 3 : 2 | Real Cartagena   | Alfonso López                  | 26 de octubre | 15:00 | Sin transmisión |
| Deportivo Rionegro   | 3 : 1 | Real Santander   | Tulio Ospina                   | 26 de octubre | 15:00 | Sin transmisión |
| Barranquilla F. C.   | 1 : 1 | Llaneros F. C.   | Metropolitano Roberto Meléndez | 26 de octubre | 15:00 | Sin transmisión |
| Cortuluá             | 2 : 0 | Valledupar F. C. | Doce de Octubre                | 26 de octubre | 15:00 | Sin transmisión |
| Deportivo Pereira    | 3 : 2 | Depor F. C.      | Hernán Ramírez Villegas        | 26 de octubre | 15:00 | Sin transmisión |
| Unión Magdalena      | 3 : 3 | Universitario    | Municipal de Ciénaga           | 26 de octubre | 15:00 | Sin transmisión |
| Bogotá F. C.         | 0 : 1 | Cúcuta Deportivo | Metropolitano de Techo         | 26 de octubre | 15:00 | Sin transmisión |
| Jaguares             | 2 : 1 | Expreso Rojo     | Municipal de Montería          | 26 de octubre | 15:00 | Sin transmisión |
| América de Cali      | 0 : 0 | Deportes Quindío | Olímpico Pascual Guerrero      | 26 de octubre | 15:00 | Win Sports      |

### Cuadrangulares semifinales
- La hora de cada encuentro corresponde al huso horario que rige a Colombia (UTC-5).

Al finalizar la primera fase del torneo finalización —también denominada «Todos contra todos»—, se obtuvieron los ocho equipos con mayor puntaje, encargados de disputar la segunda fase, los cuadrangulares semifinales. Para los cuadrangulares semifinales los ocho equipos clasificados se dividieron en dos grupos previamente sorteados, de igual número de participantes, de manera que los equipos que ocuparon el 1° y 2° puesto en la fase de todos contra todos, fueron ubicados en el Grupo A y Grupo B, respectivamente. Los otros seis clasificados fueron debidamente sorteados, y se emparejaron de esta manera: 3° y 4°; 5° y 6°; 7° y 8°, cada equipo de tales emparejamientos se situó en un grupo cada uno.
Tras tener cada grupo formado con sus cuatro equipos participantes, se llevaron a cabo enfrentamientos con el formato todos contra todos, a ida y vuelta, dando como resultado seis fechas en disputa. Cabe resaltar que en caso de empate en puntos, no se desempatará por la diferencia de gol sino que se desempatará según la posición que tuvo cada equipo en la fase de todos contra todos, teniendo así ventaja los equipos mejor ubicados en la tabla. Dicho sorteo, en el que se definirán los participantes de cada grupo, se llevará a cabo el 27 de octubre.
|  |                                                  |
|  | Clasificados a la final del Torneo Finalización. |
|  | Eliminados.                                      |

|  |                |
|  | Triunfo local. |
|  | Empate.        |
|  | Derrota local. |

#### Grupo A
| Pos. | Equipos              | PJ | PG | PE | PP | GF | GC | Dif. | Pts. |
| ---- | -------------------- | -- | -- | -- | -- | -- | -- | ---- | ---- |
| 1.   | Deportes Quindío     | 6  | 3  | 1  | 2  | 7  | 3  | 4    | 10   |
| 2.   | Cúcuta Deportivo     | 6  | 3  | 1  | 2  | 7  | 7  | 0    | 10   |
| 3.   | Atlético Bucaramanga | 6  | 3  | 0  | 3  | 6  | 6  | 0    | 9    |
| 4.   | Jaguares             | 6  | 2  | 0  | 4  | 5  | 9  | -4   | 6    |

| Local            | Visitante | Visitante | Visitante | Visitante |
| Local            | JAG       | QUI       | CUC       | BUC       |
| ---------------- | --------- | --------- | --------- | --------- |
| Jaguares         |           | 1:0       | 2:0       | 0:3       |
| Deportes Quindío | 2:0       |           | 1:0       | 3:0       |
| Cúcuta Deportivo | 3:2       | 1:1       |           | 1:0       |
| Atl. Bucaramanga | 1:0       | 1:0       | 1:2       |           |

| Nota: Si hay empate en puntos, se desempata según la posición de los equipos en la fase de todos contra todos. |

| Primera | Atlético Bucaramanga | 1 : 0 | Jaguares             | Alfonso López         | 2 de noviembre  | 15:00 | Sin transmisión |
| Primera | Deportes Quindío     | 1 : 0 | Cúcuta Deportivo     | Centenario de Armenia | 3 de noviembre  | 19:30 | Win Sports      |
| Segunda | Cúcuta Deportivo     | 1 : 0 | Atlético Bucaramanga | General Santander     | 8 de noviembre  | 19:45 | Win Sports      |
| Segunda | Jaguares             | 1 : 0 | Deportes Quindío     | Municipal de Montería | 9 de noviembre  | 15:00 | Sin transmisión |
| Tercera | Cúcuta Deportivo     | 3 : 2 | Jaguares             | General Santander     | 17 de noviembre | 15:00 | Win Sports      |
| Tercera | Deportes Quindío     | 3 : 0 | Atlético Bucaramanga | Centenario de Armenia | 17 de noviembre | 19:00 | Win Sports      |
| Cuarta  | Jaguares             | 2 : 0 | Cúcuta Deportivo     | Municipal de Montería | 20 de noviembre | 15:00 | Sin transmisión |
| Cuarta  | Atlético Bucaramanga | 1 : 0 | Deportes Quindío     | Alfonso López         | 20 de noviembre | 20:00 | Sin transmisión |
| Quinta  | Atlético Bucaramanga | 1 : 2 | Cúcuta Deportivo     | Alfonso López         | 23 de noviembre | 17:00 | Win Sports      |
| Quinta  | Deportes Quindío     | 2 : 0 | Jaguares             | Centenario de Armenia | 24 de noviembre | 18:00 | Win Sports      |
| Sexta   | Jaguares             | 0 : 3 | Atlético Bucaramanga | Municipal de Montería | 27 de noviembre | 15:15 | Sin transmisión |
| Sexta   | Cúcuta Deportivo     | 1 : 1 | Deportes Quindío     | General Santander     | 27 de noviembre | 20:00 | Win Sports      |

#### Grupo B
| Pos. | Equipos            | PJ | PG | PE | PP | GF | GC | Dif. | Pts. |
| ---- | ------------------ | -- | -- | -- | -- | -- | -- | ---- | ---- |
| 1.   | Deportivo Rionegro | 6  | 3  | 1  | 2  | 9  | 10 | -1   | 10   |
| 2.   | Deportivo Pereira  | 6  | 2  | 3  | 1  | 9  | 6  | 3    | 9    |
| 3.   | Unión Magdalena    | 6  | 1  | 3  | 2  | 8  | 8  | 0    | 6    |
| 4.   | América de Cali    | 6  | 1  | 3  | 2  | 6  | 8  | -2   | 6    |

| Local              | Visitante | Visitante | Visitante | Visitante |
| Local              | PER       | RIO       | MAG       | AME       |
| ------------------ | --------- | --------- | --------- | --------- |
| Deportivo Pereira  |           | 3:1       | 1:1       | 1:1       |
| Deportivo Rionegro | 2:1       |           | 1:3       | 1:1       |
| Unión Magdalena    | 1:1       | 1:2       |           | 2:2       |
| América de Cali    | 0:2       | 1:2       | 1:0       |           |

| Nota: Si hay empate en puntos, se desempata según la posición de los equipos en la fase de todos contra todos. |

| Primera | Deportivo Rionegro | 1 : 1 | América de Cali    | Tulio Ospina              | 3 de noviembre  | 15:15 | Win Sports      |
| Primera | Deportivo Pereira  | 1 : 1 | Unión Magdalena    | Hernán Ramírez Villegas   | 3 de noviembre  | 17:30 | Win Sports      |
| Segunda | Unión Magdalena    | 1 : 2 | Deportivo Rionegro | Municipal de Ciénaga      | 9 de noviembre  | 15:00 | Sin transmisión |
| Segunda | América de Cali    | 0 : 2 | Deportivo Pereira  | Olímpico Pascual Guerrero | 9 de noviembre  | 20:00 | Win Sports      |
| Tercera | Deportivo Rionegro | 2 : 1 | Deportivo Pereira  | Tulio Ospina              | 16 de noviembre | 15:00 | Sin transmisión |
| Tercera | América de Cali    | 1 : 0 | Unión Magdalena    | Olímpico Pascual Guerrero | 17 de noviembre | 17:00 | Win Sports      |
| Cuarta  | Unión Magdalena    | 2 : 2 | América de Cali    | Municipal de Ciénaga      | 20 de noviembre | 15:00 | Sin transmisión |
| Cuarta  | Deportivo Pereira  | 3 : 1 | Deportivo Rionegro | Hernán Ramírez Villegas   | 20 de noviembre | 19:30 | Sin transmisión |
| Quinta  | Deportivo Rionegro | 1 : 3 | Unión Magdalena    | Tulio Ospina              | 23 de noviembre | 15:00 | Win Sports      |
| Quinta  | Deportivo Pereira  | 1 : 1 | América de Cali    | Hernán Ramírez Villegas   | 24 de noviembre | 20:00 | Win Sports      |
| Sexta   | América de Cali    | 1 : 2 | Deportivo Rionegro | Olímpico Pascual Guerrero | 27 de noviembre | 18:00 | Win Sports      |
| Sexta   | Unión Magdalena    | 1 : 1 | Deportivo Pereira  | Municipal de Ciénaga      | 27 de noviembre | 18:00 | Sin transmisión |

### Final
- La hora de cada encuentro corresponde al huso horario que rige a Colombia (UTC-5)

La final del Torneo Finalización se jugará los días 1 de diciembre y 4 de diciembre entre los clasificados como primeros del Grupo A y Grupo B. Disputarán la final a una serie de dos partidos de ida y vuelta. El ganador no garantiza el ascenso directo, ya que la final únicamente sirve para definir al segundo finalista del año, con lo que solo asegura su oportunidad de jugar la serie de promoción.
| 1 de diciembre de 2014, 19:45 | Deportivo Rionegro | 1:0 (0:0) | Deportes Quindío | Estadio Tulio Ospina, Bello, Antioquia                       |                                                              |
|                               | Suescún 85'        | Reporte   |                  | Asistencia: 4.000 espectadores Árbitro(s): Carlos Betancourt | Asistencia: 4.000 espectadores Árbitro(s): Carlos Betancourt |

| 4 de diciembre de 2014, 19:30 | Deportes Quindío                                          | 4:1 (2:1) | Deportivo Rionegro | Estadio Centenario, Armenia                                 |                                                             |
|                               | Arquez 2' · Carpintero 19' · Filigrana 53' · Quiñónez 88' | Reporte   | Moya 4'            | Asistencia: 17.000 espectadores Árbitro(s): Gustavo Murillo | Asistencia: 17.000 espectadores Árbitro(s): Gustavo Murillo |

### Goleadores
| Jugador                                        | Equipos              | Goles |
| ---------------------------------------------- | -------------------- | ----- |
| Erwin Carrillo                                 | Unión Magdalena      | 19    |
| Leonardo Castro                                | Deportivo Pereira    | 12    |
| Feiver Mercado                                 | Universitario        | 11    |
| Tommy Tobar                                    | Atlético Bucaramanga | 11    |
| Yilmar Filigrana                               | Deportes Quindío     | 10    |
| Bryan Fernández                                | Deportivo Rionegro   | 8     |
| Daniel Buitrago                                | Llaneros             | 8     |
| Carlos Rodas                                   | Cortuluá             | 7     |
| Última actualización: 10 de diciembre de 2014. |                      |       |

## Final del año
- La hora de cada encuentro corresponde al huso horario que rige a Colombia (UTC-5)

La final se disputará a una serie de ida y vuelta los días 9 y 14 de diciembre. El ganador obtendrá el título de campeón de la Categoría Primera B y, a la vez, el ascenso directo a la Categoría Primera A en 2015. El perdedor de la serie, jugará la serie de promoción frente al 17° de la tabla de descenso de la Categoría Primera A  en 2014, Uniautónoma.
| 9 de diciembre de 2014, 19:30 (UTC-5) | Deportes Quindío            | 2:0 (0:0) | Jaguares de Córdoba | Estadio Centenario de Armenia, Armenia                   |                                                          |
|                                       | Barreiro 58' · Castillo 86' | Reporte   |                     | Asistencia: 20.000 espectadores Árbitro(s): Adrían Vélez | Asistencia: 20.000 espectadores Árbitro(s): Adrían Vélez |

| 14 de diciembre de 2014, 15:30 (UTC-5) | Jaguares de Córdoba                  | 3:0 (2:0) | Deportes Quindío | Estadio Municipal de Montería, Montería                  |                                                          |
|                                        | Arrieta 31' · Mezú 44' · Saldaña 68' | Reporte   |                  | Asistencia: 8.000 espectadores Árbitro(s): Wilmar Roldán | Asistencia: 8.000 espectadores Árbitro(s): Wilmar Roldán |

|                                         |
| Bandera de Colombia                     |
| Campeón Jaguares de Córdoba 1.er título |

## Serie de promoción
La serie de promoción fueron una serie de dos encuentros entre el penúltimo clasificado en la tabla del descenso, Uniautónoma y el subcampeón de la Categoría Primera B, Deportes Quindío, que se jugaron los días 17 y 20 de diciembre de 2014.  El ganador de la serie jugó en la Categoría Primera A en el año 2015 . 
| 17 de diciembre de 2014, 15:30 | Deportes Quindío | 0:0     | Uniautónoma | Estadio Centenario de Armenia, Armenia                            |                                                                   |
|                                |                  | Reporte |             | Asistencia: 5.000 espectadores Árbitro(s): Luis Fernando Trujillo | Asistencia: 5.000 espectadores Árbitro(s): Luis Fernando Trujillo |

| 20 de diciembre de 2014, 19:35 | Uniautónoma              | 2:0 (0:0) | Deportes Quindío | Estadio Metropolitano Roberto Meléndez, Barranquilla      |                                                           |
|                                | Manotas 77' · Castro 93' | Reporte   |                  | Asistencia: 12.000 espectadores Árbitro(s): Wilmar Roldán | Asistencia: 12.000 espectadores Árbitro(s): Wilmar Roldán |

## Estadísticas

### Tabla de reclasificación
| Pos. | Equipos              | PJ | PG | PE | PP | GF | GC | Dif. | Pts. |
| ---- | -------------------- | -- | -- | -- | -- | -- | -- | ---- | ---- |
| 1.   | Jaguares             | 50 | 25 | 9  | 16 | 72 | 56 | 16   | 84   |
| 2.   | Deportes Quindío     | 48 | 22 | 14 | 12 | 66 | 42 | 24   | 80   |
| 3.   | Atlético Bucaramanga | 46 | 23 | 11 | 12 | 56 | 42 | 14   | 80   |
| 4.   | Deportivo Rionegro   | 46 | 23 | 9  | 14 | 69 | 57 | 12   | 78   |
| 5.   | América de Cali      | 48 | 20 | 17 | 11 | 67 | 49 | 18   | 77   |
| 6.   | Cúcuta Deportivo     | 44 | 21 | 10 | 13 | 49 | 43 | 6    | 73   |
| 7.   | Unión Magdalena      | 44 | 19 | 12 | 13 | 63 | 52 | 11   | 69   |
| 8.   | Llaneros             | 40 | 16 | 12 | 12 | 53 | 47 | 6    | 60   |
| 9.   | Real Cartagena       | 36 | 16 | 9  | 11 | 44 | 35 | 9    | 57   |
| 10.  | Deportivo Pereira    | 42 | 14 | 13 | 15 | 55 | 54 | 1    | 55   |
| 11.  | Valledupar F. C.     | 36 | 15 | 7  | 14 | 45 | 36 | 9    | 52   |
| 12.  | Universitario        | 36 | 13 | 6  | 17 | 42 | 54 | -12  | 45   |
| 13.  | Cortuluá             | 36 | 12 | 8  | 16 | 42 | 45 | -3   | 44   |
| 14.  | Real Santander       | 36 | 10 | 10 | 16 | 38 | 52 | -14  | 40   |
| 15.  | Barranquilla F. C.   | 36 | 8  | 9  | 19 | 29 | 52 | -23  | 33   |
| 16.  | Bogotá F. C.         | 36 | 6  | 10 | 20 | 32 | 56 | -24  | 28   |
| 17.  | Expreso Rojo         | 36 | 6  | 9  | 21 | 28 | 48 | -20  | 27   |
| 18.  | Depor F. C.          | 36 | 6  | 7  | 23 | 35 | 65 | -30  | 25   |

### Goleador del año
| Erwin Carrillo                                 | Unión Magdalena | 29 |
| Última actualización: 27 de noviembre de 2017. |                 |    |